# Гундоин
Гундоин (Гондоин; фр. Gundoin; умер, возможно, 30 октября 656) — первый известный из исторических источников герцог Эльзаса (середина VII века).

## Биография
О происхождении Гундоина в современных ему документах не сообщается. В намного более поздних исторических источниках его отцом называется убитый в первой половине 640-х годов майордом Австразии Оттон. Однако насколько достоверны эти свидетельства, точно не известно. На основании ономастических данных Кристиан Сеттипани предположил, что дядей Гундоина мог быть майордом Бургундии Варнахар II, а матерью — сестра графа города Мо Хагнерика. Не вызывает сомнение только то, что Гундоин был выходцем из знатной франкской семьи, владевшей поместьями в долинах рек Маас и Мозель. В житии святой Салаберги он упомянут как «герцог» (лат. dux) и «выдающийся человек» (лат. vir inluster), «одарённый богатством и славой согласно своему знатному происхождению и компетентностью в государственных делах». По агиографическим источникам известно, что личные владения Гундоина находились в Бассиньи. Также он упоминается как владелец земель в долине реки Орн. Его резиденцией была «вилла Маас», находившаяся у истока одноимённой реки.
Самые ранние упоминания о Гундоине относятся к 630-м годам. В этих свидетельствах он представлен как одна из наиболее знатных персон в междуречье Мааса и Мозеля. Первое свидетельство о Гундоине в современных ему документах датируется приблизительно 632 годом, когда среди прочих лиц он подписал дарственную хартию Элигия.
Известно, что Гундоин активно участвовал в христианизации проживавшего в его владениях населения. При аббате Вальдеберте он предоставил Люксёйскому аббатству собственность вблизи современных Мутье и Грандваля. По свидетельству Боболена, автора жития Германа Грандвальского, здесь около 640 года Гундоин и Вальдеберт основали аббатство, ставшее одним из первых в этих местах. При аббате Германе монахи начали возведение строений нового монастыря и очистили старую римскую дорогу, которая соединяла Базель и Биль. Вероятно, покровительствуя этим работам, Гундоин намеревался связать свои владения с землями в долине реки Аре и расширить свои владения до Тунского озера. Вероятно, в его интересы входило и укрепить свою власть в Зорнегау.
Гундоин — первый известный из исторических источников правитель Эльзасского герцогства, образованного королём франков Дагобертом I путём объединения пагов Зундгау и Нордгау. В административно-территориальном плане Эльзасское герцогство вошло в состав Австразии, после смерти Дагоберта I в 639 году перешедшей к его сыну Сигиберту III. Хотя первое упоминание о Гундоине как герцоге датируется 640 годом, вероятно, он получил власть над Эльзасом ещё при Дагоберте I. Под властью эльзасского герцога находились земли по обе стороны Вогез до Бельфорского прохода и Юрских гор. Столицей нового герцогства стал Страсбург, где уже находилась резиденция епископа, окормлявшего жителей Эльзаса.
О правлении Гундоина почти ничего не известно. Сообщается только о том, что у него были проблемы с верностью жителей Зундгау.
В агиографической литературе сообщается, что Гундоин был женат на Саратруде и был отцом пяти детей. Из его сыновей наиболее известны епископ Туля Левдин Бодо и Фулькульф Бодо (владелец Орна в Эльзасе), а из дочерей — святая Салаберга, аббатиса монастыря Святого Иоанна в Лане. В написанном Ионой из Боббио житии святого Колумбана, а также в «Житии Салаберги» сообщается, что, возвращаясь из поездки по франкским землям, Евстахий Люксёйский посетил виллу Гундоина и тот представил ему двух своих дочерей. Аббат излечил их обеих, натерев их миром, при этом младшая дочь Салаберга, слепая от рождения, прозрела. Около 630 года Гундоин увёз Салабергу, уже вдову, из Ремирмонского аббатства и по настоятельным просьбам Дагоберта I попытался женить её на королевском придворном Балдуине Басо.
Согласно Боболену, после смерти Гундоина власть над Эльзасским герцогством перешла к Бонифацию. Дата смерти Гундоина точно не известна: среди возможных, в том числе, упоминается 30 октября 656 года, а также период после 6 сентября 667 года, когда король Хильдерик II по просьбе некоего Гундоина и доместика Ходона дал дарственную хартию аббатству в Ставло. Однако первое упоминание о Бонифации как правителе Эльзасского герцогства относится приблизительно к 662 или 663 году. Хотя достоверных свидетельств о родственных связях Гундоина и Бонифация нет, на основании того, что в одном средневековом документе упоминалось о таком родстве, некоторые историки Позднего Средневековья и Нового времени именно к Гундоину возводили происхождение более поздних эльзасских правителей. Гундоина также иногда отождествляют с герцогом Алеманнии Гунцо, резиденция которого находилась в Иберлингене, и который обручил свою дочь с королём Сигибертом III. Однако такая идентификация очень спорна, так как известно, что под властью Гунцо находились земли по правому берегу Рейна, в то время как владения Гундоина находились на левобережье этой реки.